# السور العظيم (فلم)
السور العظيم (بالإنجليزية: The Great Wall) هو فيلم أمريكي-صيني من إخراج تشانغ يى مو، تم أصدره في عام 2017.

## قصة الفيلم
خلال فترة حكم سلالة سونج الأراضي الصينية، تتكشف العديد من الأسرار التي تحيط بناء سور الصين العظيم، خاصة بعد أن صار جارين ورفيقه بيرو توفار في قبضة مجموعة من العسكريين الصينيين.
يهرب المرتزقان الأوروبيان ويليام وتوفار الباحثان عن البارود، من المغيرين والوحوش، فيواجهون وجهًا لوجه أكبر جهاز دفاعي على الإطلاق: سور الصين العظيم، الذي يدافع عنه أكبر جيش منظم. عند سؤالهما عن الوحوش التي لاحقتهما، علما أنهما كانا في مواجهة أخطر تهديد للبشرية: وحوش التاو تاي، مخلوقات شرهة وفي بحث دائم عن البشر لمطاردتهم، محصورة بين الجبال، تحاول الخروج وتهاجم مرة كل ستين عامًا. فقط سور الصين العظيم وجيشه استطاعوا صدهم حتى الآن. وإن تمكنت الوحوش من عبور هذا الدفاع النهائي، فلن يمنعها أي شيء من الانتشار في جميع أنحاء العالم، وإبادة الجنس البشري. في مواجهة هذه الكارثة الوشيكة، يتعين على ويليام أن يسخر مهارته في الرمي والقتال، ويقاتل من أجل بقاء الإنسانية.

## روابط خارجية
- مقالات تستعمل روابط فنية بلا صلة مع ويكي بيانات